# Theocracy (band)
Theocracy is een christelijke progressieve powermetalband, opgericht door Matt Smith in Athens in de Verenigde Staten.

## Geschiedenis
Smith jamde vaak met enkele vrienden, waarbij hijzelf gitaar speelde en de vocalen verzorgde. Hij startte Theocracy echter als een soloproject waarmee hij het eerste, gelijknamige, album in 2003 uitbracht. Voor dat album speelde hij zelf alle instrumenten in, met uitzondering van de drums; hiervoor maakte hij gebruik van een drumcomputer. Het album werd, ondanks de matige productiekwaliteit, erg goed ontvangen. 
Dit album werd in 2013 geremasterd: drummer Shawn Benson speelde de drumpartijen in en deze werden gemixt met de oorspronkelijke productie om de drumcomputer te vervangen.
De jaren volgend op het debuut groeide Theocracy tot een band met naast Smith gitarist Jon Hinds en drummer Shawn Benson, die in 2008 het album Mirror of Souls met de 22 minuten durende titeltrack uitbracht. Ook dit album werd bijzonder goed ontvangen. Theocracy begon na de release van dit tweede album met een tour in Europa, waarin het onder meer op het white metal-festival Elements of Rock in Zwitserland speelde.
In 2011 verschenen de single Wages of Sin (dat al eerder als nummer op de Japanse en speciale edities van Mirror of Souls was verschenen) en het album As the World Bleeds. Na dit derde album speelde Theocracy het eerste concert in Nederland, in Barneveld. Na de geremasterde versie van het debuutalbum in 2013 kwam in 2016 het vierde album, Ghost Ship, uit. In 2023 volgde het album Mosaic.

## Discografie
- Theocracy (2003)
- Mirror of Souls (2008)
- Wages of Sin (single, 2011)
- As the World Bleeds (2011)
- Theocracy (remastered, 2013)
- Ghost Ship (2016)
- Mosaic (2023)